# Кантакузівська сільська рада
Кантаку́зівська сільська́ ра́да — адміністративно-територіальна одиниця та орган місцевого самоврядування у Драбівському районі Черкаської області. Адміністративний центр — село Кантакузівка.

## Загальні відомості
- Населення ради: 896 осіб (станом на 2001 рік)

## Населені пункти
Сільській раді були підпорядковані населені пункти:
- с. Кантакузівка

## Склад ради
Рада складалася з 14 депутатів та голови.
- Голова ради: Твердохліб Юрій Григорович
- Секретар ради: Кривенченко Валентина Миколаївна

### Керівний склад попередніх скликань
| Прізвище, ім'я, по батькові | Основні відомості                                                                      | Дата обрання | Дата звільнення |
| --------------------------- | -------------------------------------------------------------------------------------- | ------------ | --------------- |
| Твердохліб Юрій Григорович  | Сільський голова, 1968 року народження, освіта вища, член Комуністичної партії України | 26.03.2006   | 31.10.2010      |
| Твердохліб Юрій Григорович  | Сільський голова, 1968 року народження, освіта вища, член Партії регіонів              | 31.10.2010   |                 |

Примітка: таблиця складена за даними сайту Верховної Ради України

### Депутати
За результатами місцевих виборів 2010 року депутатами ради стали:

#### За суб'єктами висування
| Суб'єкт висування                                       | Кількість обраних депутатів | %    |
| ------------------------------------------------------- | --------------------------- | ---- |
| Самовисування                                           | 11                          | 78,6 |
| Політична партія Всеукраїнське об'єднання «Батьківщина» | 1                           | 7,1  |
| Політична партія «Наша Україна»                         | 1                           | 7,1  |
| Політична партія «Сильна Україна»                       | 1                           | 7,1  |

#### За округами
| № округу                                                | Прізвище, ім'я, по батькові      | Дата визнання обраним | Освіта             | Партійна приналежність                        | Відомості про обраного депутата        |
| ------------------------------------------------------- | -------------------------------- | --------------------- | ------------------ | --------------------------------------------- | -------------------------------------- |
| Політична партія Всеукраїнське об'єднання «Батьківщина» |                                  |                       |                    |                                               |                                        |
| 3                                                       | Гайдай Богдан Васильович         | 05.11.2010            | середня спеціальна | член Всеукраїнського об'єднання «Батьківщина» | м. Київ, провідник                     |
| Політична партія «Наша Україна»                         |                                  |                       |                    |                                               |                                        |
| 8                                                       | Шох Тетяна Іванівна              | 05.11.2010            | середня спеціальна | член Політичної партії «Наша Україна»         | пенсіонер                              |
| Політична партія «Сильна Україна»                       |                                  |                       |                    |                                               |                                        |
| 12                                                      | Щербак Віктор Олександрович      | 05.11.2010            | середня            | член Політичної партії «Сильна Україна»       | тимчасово не працює                    |
| Самовисування                                           |                                  |                       |                    |                                               |                                        |
| 1                                                       | Харченко Любов Григорівна        | 05.11.2010            | вища               | член Партії регіонів                          | Кантакузівська НВК, директор школи     |
| 2                                                       | Ткаченко Лідія Михайлівна        | 05.11.2010            | середня спеціальна | член Партії регіонів                          | тимчасово не працює                    |
| 4                                                       | Шамрило Олена Федорівна          | 05.11.2010            | середня            | член Партії регіонів                          | м. Київ, техпрацівник                  |
| 5                                                       | Закусило Віталія Василівна       | 05.11.2010            | середня            | член Партії регіонів                          | м. Київ, продавець                     |
| 6                                                       | Кривенченко Валентина Миколаївна | 05.11.2010            | середня спеціальна | член Партії регіонів                          | Кантакузівська сільська рада, секретар |
| 7                                                       | Максименко Олексій Миколайович   | 05.11.2010            | середня            | член Партії регіонів                          | тимчасово не працює                    |
| 9                                                       | Лисаченко Ганна Володимирівна    | 05.11.2010            | середня            | член Партії регіонів                          | м. Київ, техпарацівник                 |
| 10                                                      | Гусак Людмила Павлівна           | 05.11.2010            | середня спеціальна | член Партії регіонів                          | Кантакузівська біблиотека, бібліотека  |
| 11                                                      | Євтушевський Микола Степанович   | 05.11.2010            | середня            | член Партії регіонів                          | м. Київ, охороник                      |
| 13                                                      | Лисаченко Микола Миколайович     | 05.11.2010            | середня            | член Партії регіонів                          | смт. Драбів, монтнр по газу            |
| 14                                                      | Власенко Лідія Миколаївна        | 05.11.2010            | середня спеціальна | член Партії регіонів                          | Кантакузівська НВК, вихователь         |